# Геопортал
Геопортал (от англ. geoportal — гео + портал) — веб-портал, отображающий и предоставляющий доступ к географической информации посредством веб-сервисов.

## Масштабы геопорталов
По территориальному охвату геопорталы делятся на глобальные (GoogleEarth), государственные (федеральные), региональные и муниципальные.

### Федеральные геопорталы в России
Геопортал Инфраструктура пространственных данных РФ, Публичная кадастровая карта, Федеральная ГИС Территориального Планирования, Геопортал РОСКОСМОСА, Информационная система дистанционного мониторинга Федерального агентства лесного хозяйства, Геопортал Министерства природных ресурсов, Единая федеральная информационная система о землях сельскохозяйственного назначения, Государственная программа Доступная среда, Эпидемиологический атлас Приволжского Федерального Округа, Федеральная Геоинформационная система Индустриальных парков.

### Региональные геопорталы в России
Архангельская область, Белгородская область, Республика Бурятия, Калужская область, Кировская область, Республика Коми, Красноярский край, Нижегородская область, Новосибирская область, Омская область, Самарская область, Республика Татарстан, Тюменская область, Ульяновская область, Челябинская область, Чувашская Республика, Республика Саха, Ямало-ненецкий автономный округ, Ярославская область. 

### Муниципальные (городские) геопорталы России[5]
Картографический фонд Волгограда, Электронный атлас Москвы, Муниципальный портал г. Новосибирска, Муниципальный портал Самары, Региональная геоинформационная система Санкт-Петербурга, Электронный Атлас Санкт-Петербурга, Геоинформационная система городского округа Тольятти, Градостроительный Атлас города Томска.

## Функциональное назначение
По выполняемым функциям геопорталы могут быть отраслевыми (Федеральная ГИС Территориального планирования, Публичная кадастровая карта, Система Россельхознадзора Деметра), корпоративными (геопортал Роскосмоса), научно-образовательными, инвестиционными. В некоторых случаях, для публикации открытых данных используются технологии геопорталов.
Геопортал является инструментом доступа к инфраструктуре пространственных данных (ИПД).

## Функциональные возможности
1. Визуализация данных:
- набор базовых карт включающий картографические подложки (OpenStreetMap, Росреестр, Яндекс.Карты, космические снимки и т. п.), общегеографические карты,
- надписи на карте,
- условные знаки.

2. Поиск:
- по адресу,
- по атрибутам,
- в пределах выделенного,
- ключевым словам,
- координатам,
- времени.

3. Веб-сервисы:
- WMS, WFS
- выгрузка данных в формате (.shp)
- выгрузка в формате табличных данных
- загрузка собственных данных
- прокладка маршрута
- сохранение созданных векторных объектов

4. Картографические инструменты:
- длины, площади, буферы,
- печать карты,
- элементарные инструменты рисования

5. Доступ к метаданным:
- на русском языке,
- соответствующие международным стандартам,
- полные и с указание дат создания, загрузки, актуальности.

6. Авторство карт и данных.
7. Обратная связь с разработчиком.
8. Информация о заказчике.
9. Описание возможных ограничений на данные и их статус (лицензия).
10. Инструкция по работе с порталом, содержащая описание возможностей и инструментария.

## Платформы
Наиболее часто применяется для создания геопорталов серверный продукт ArcGIS компании ESRI. Некоторые порталы основаны на геоинформационных платформах с открытым исходным кодом (QGIS).